# Isole Smith (Antartide)
Le isole Smith (in inglese Smith Islands) sono un piccolo gruppo di isole antartiche nell'arcipelago Windmill.
Localizzate ad una latitudine di 66° 18' sud e ad una longitudine di 110°27' est le isole si trovano all'estremità occidentale dell'isola Beall. Sono state mappate per la prima volta mediante ricognizione aerea durante l'operazione Highjump e l'operazione Windmill, negli anni 1947-1948. Sono state intitolate dalla US-ACAN a Mate Roger E. Smith, membro del team della stazione Wilkes dell'anno 1958.